# NGC 4286
NGC 4286 é uma galáxia espiral (S0-a) localizada na direcção da constelação de Coma Berenices. Possui uma declinação de +29° 20' 44" e uma ascensão recta de 12 horas, 20 minutos e 42,1 segundos.
A galáxia NGC 4286 foi descoberta em 13 de Março de 1785 por William Herschel.